# Waverly (Kentucky)

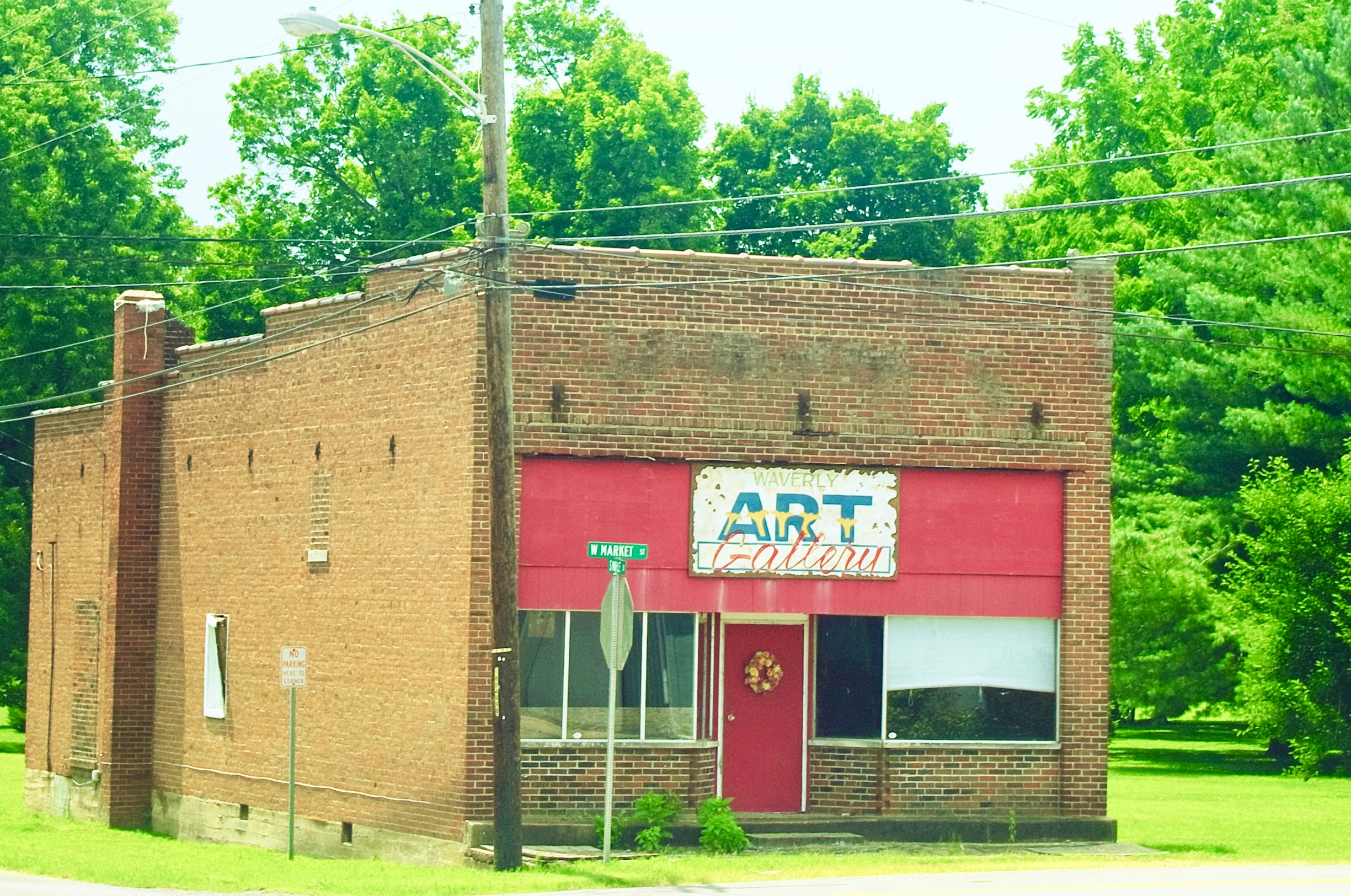
Galeria sztuki w Waverly

Waverly – miasto w Stanach Zjednoczonych, w stanie Kentucky, w hrabstwie Union.